# Kinesisk nattergal
Kinesisk nattergal (Leiothrix lutea) er en spurvefugl i familien Leiothrichidae, og hører hjemme på det indiske subkontinent. Den voksne fugl har et klart rødt næb og en mat gul øjenring. Dens ryg er mat olivengrøn, og den har en farvestrålende gul-orange hals og gule kinder; hunnen er noget mindre farvestrålende end hannen, og ungfuglene har sort næb. Den er blevet introduceret i forskellige dele af verden, blandt andet har små bestande af bortfløjne "tamfugle" eksisteret rundt om i Japan siden 1980'erne. Den er blevet en populær stuefugl og kendt under flere navne: Kinesisk nattergal, solfugl og sangtimalie. På trods af navnet er den kinesiske nattergal ikke hjemmehørende i Kina

## Beskrivelse
Den kinesiske nattergal er omkring 15 cm lang. Den er olivengrøn, har gul hals med orange tegninger på brystet. Den har en mat gul ring omkring øjet. Kanten af vingefjerene har klare gule, orange, røde og sorte farver, den kløvede hale er olivenbrun og sort ved spidsen. Kinderne og siden af halsen har en blågrå farve. Hunnen er noget mindre farvestrålende end hannen og har heller ikke den røde plet på vingen. Den flyver ikke så ofte, på nær i åbent landskab. Denne fugl er særdeles smuk og en fantastisk sanger, men meget sky og kan være svær at få øje på.

## Udbredelse og habitat
Den kinesiske nattergal findes normalt i Indien, Bhutan, Nepal og dele af Tibet. Denne art er hjemmehørende i højtliggende skove, den findes i enhver type jungle men den foretrækker fyrreskove med buske. Den er fundet fra nær havniveau op til 2.286 m over havet.
Arten blev introduceret til Hawaii i 1918 og har spredt sig til alle øerne undtagen Lanaii. Bestanden styrtdykkede på Oahu i 1960'erne, og den forsvandt fra Kauai, men den er nu igen almindelig, og bestanden er stigende på Oahu. Den kinesiske nattergal blev introduceret i Western Australia, men det lykkedes ikke at etablere en bestand. Arten er også blevet introduceret i Storbritannien, men man havde ikke succes med en permanent bestand. Den er indført i Frankrig og er nu etableret i flere områder.

## Økologi

### Føde
Denne fugl tager både animalsk og vegetabilsk føde. Den æder frugt såsom jordbær, moden papaya og guava og insekter og bløddyr såsom fluer, snegle, sommerfugle. hvepse, myrer og bier. Den samler normalt sin føde blandt blade og i dødt træ og finder den oftest i de underste dele af vegetationen.

### Reproduktion
Den kinesiske nattergal  kan normalt findes i grupper af mellem 10 til 30 individer udenfor yngleperioden. I yngleperioden deler fuglene sig op i par og bliver territoriale.
Disse fugle har en sang, der består af korte kraftige toner som gentages kontinuerligt året ud, men er særligt insisterende under yngleperioden, som normalt varer fra tidlig april til september, hvor de normalt findes ved vådområder. Hannens sang er en lang række komplekse toner for at tiltrække hunnens opmærksomhed.
Arten bygger en åben rede, som består af tørre blade, mos og lav. Reden kan findes mellem april og juni, og er placeret i en højde op til 3 meter fra jorden. Tæt vegetation yder beskyttelse mod rovdyr. Den kinesiske nattergal lægger mellem 2 og 4 æg. Æggene er brede og stumpe i formen og er lyseblå med rødbrune pletter, der omkranser den større ende af æggene. De nyklækkede fugle har lyserød hud og er farvestrålende orange-røde på indersiden af deres næb.

## Galleri
- i Chester Zoo, England
- På Mount Gozaisho, Japan
- i North Carolina Zoo i Ashboro, North Carolina
- Fra en zoo i Antwerp
- En syngende kinesisk nattergal
- Leiothrix lutea calipyga